# يان فوستر
يان فوستر (بالإنجليزية: Ian Foster)‏ (11 نوفمبر 1976 في المملكة المتحدة - ) هو مدرب كرة قدم ولاعب كرة قدم بريطاني في مركز الهجوم. لعب مع نادي ليفربول ونادي تشستر سيتي ونادي غالواي ‏ ونادي بارو ونادي هيرفورد ونادي كيدرمينستر هاريرز لكرة القدم.

## وصلات خارجية
- يان فوستر على موقع قاعدة بيانات كرة القدم.إي يو (الإنجليزية)
- يان فوستر على موقع Soccerbase.com (لاعب) (الإنجليزية)
- يان فوستر على موقع عالم كرة القدم.نت (الإنجليزية)